# تمارين رياضية وموسيقى
لطالما نوقش التفاعل بين التمارين والموسيقى، متجاوزاً تخصصات الميكانيكا الحيوية، وعلم الأعصاب، وعلم الفيزيولوجيا، وعلم النفس الرياضي. تتضمن التمارين والموسيقى استخدام الموسيقى قبل، وفي أثناء، و/أو بعد أداء النشاط البدني. تتحسن جوانب التمرين في أثناء الاستماع إلى الموسيقى، مثل قوة الطاقة المنتجة، ومدة التمرين، والتحفيز. يمكن أن يوفر استخدام الموسيقى فوائد فيزيولوجية بالإضافة إلى الفوائد نفسية.

## النتائج التجريبية الرئيسية

### التأثيرات الفيزيولوجية
يشعر الناس «بالإيقاع تلقائياً» للموسيقى التي يستمعون إليها ويقومون بصورة غريزية بضبط وتيرة المشي ومعدل ضربات القلب وفقاً لإيقاع الموسيقى. يعزز الاستماع إلى الموسيقى في أثناء التمارين النشاط الإيقاعي بسبب الموسيقى المتزامنة.
في دراسة نُشرت عام 2009، تلقى باحثون في معهد البحوث لعلوم الرياضة والتمارين الرياضية في جامعة ليفربول جون مورس 12 شخصاً ليركبوا دراجة ثابتة بوتيرة يمكنهم تحملها لمدة 30 دقيقة في أثناء الاستماع إلى أغنية من اختيارهم. في تجارب متعاقبة، ركبوا الدرجات مجدداً، مع زيادة أو نقصان وتيرة الموسيقى بشكل متفاوت بنسبة 10 ٪، دون علم الشخص. أظهرت نتائج الباحثين أن معدل ضربات قلب الدراجين وعدد الأميال انخفض عندما تباطأ الإيقاع، بينما قطعوا مسافة أكبر، وازداد معدل ضربات قلبهم واستمتعوا أكثر بوتيرة الموسيقى الأسرع. رغم أن المشاركين اعتقدوا أن تمرينهم كان أصعب عند الإيقاع الأكثر تفاؤلاً، وجد الباحثون أنه عند سماع الموسيقى ذات الوتيرة الأسرع في أثناء التمرين، «اختار المشاركون قبول، وتفضيل، قدر أكبر من الجهد».
لدى الأشخاص الأصغر سناً غير المتدربين، وجد أن الموسيقى تسبب زيادة في مدة التمرين بسبب الموسيقى السريعة والصاخبة مقارنة بالأشخاص الذين لم يستمعوا إلى الموسيقى على الإطلاق. قد تحسن الموسيقى الصاخبة الأداء ولكن التعرض المفرط قد يؤدي إلى مشاكل سمعية محرضة بالضوضاء.
وجد العلماء في جامعة ويسكونسن لاكروس أن المشاركين الذين اختاروا الاستماع إلى موسيقى وتيرتها سريعة ولّدوا معدل ضربات قلب أعلى، واستخدموا الدواسة بقوة أكبر وولدوا المزيد من القوة، ما زاد من مستوى عملهم بنسبة تصل إلى 15٪ عن طريق تحويل تركيزهم نحو الموسيقى. اختبرت الدراسة 20 متطوعًا استمعوا إلى مشغل إم بي ثري محمل بمزيج من 13 أغنية اختاروها وبعدها ركبوا دراجة التمرين لمدة ساعة بوتيرة ومعدات من اختيارهم. وجدت الدراسة أن معدل ضربات القلب ارتفع من 133 إلى 146 نبضة في الدقيقة وزاد إنتاج الطاقة وفقاً لذلك، أكثر من الاستماع إلى صوت أقل إيقاعاً للموجات المتلاطمة مقابل الموسيقى ذات الإيقاع المتوسط إلى السريع.
لتعزيز هذه الفكرة، تظهر دراسة صحيفة نيويورك تايمز كيف تساعد الموسيقى في تعزيز التدريبات الرياضية. أجريت التجربة باختبار مجموعة مرجعية من الأشخاص الذين يمارسون التمارين في بيئة تمرين عادية والمجموعة نفسها من الأشخاص الذين يمارسون التمارين باستخدام الآلات التي تتضمن دقات وإيقاعات في كل إعادة. للقيام بذلك، ثبتوا المعدات إلى ثلاث آلات تمرين مختلفة، إحداها درج سائر، والأخريان آلات وزن مع قضبان يمكن رفعها أو سحبها لتحفيز عضلات مختلفة. قال توماس هانز فريتز، الباحث في معهد ماكس بلانك الذي قاد الدراسة: «يمكن للمشاركين التعبير عن أنفسهم على الآلات، على سبيل المثال، من خلال تعديل الإيقاعات وإنشاء الألحان». طوال كل تمرين، راقب الباحثون القوة التي يولدها المتطوعون في أثناء استخدام الآلات، وكذلك ما إذا كانت حركات رافعي الأثقال تميل إلى التلعثم أو التدفق وكمية الأكسجين التي يستهلكها المتطوعون، مقياس موثوق للجهد البدني. بعد ذلك، طلب العلماء من المتطوعين تقييم مدى التحمل أو عدم الراحة في الجلسة، على مقياس من 1 إلى 20.
لا تتأثر القوة القصوى باستخدام الموسيقى في أثناء التمرين.

### التأثيرات النفسية
وجدت دراسات متعددة أن الاستماع إلى الموسيقى في أثناء ممارسة الرياضة تخلق شعورًا متزايدًا بالتحفيز، يشتت الذهن في أثناء زيادة معدل ضربات القلب. وجد الباحثون أن الموسيقى ذات الإيقاع الأسرع تحفز المتمرنين على العمل بجدية أكبر عند الأداء بوتيرة معتدلة، ولكن تبين أن ذروة الأداء لا تتأثر بالاستماع إلى الموسيقى.